# Хасан Фехми паша
Хасан Фехми паша Батумлу (на турски: Hasan Fehmi Paşa Batumlu) е османски юрист и държавник, валия на Айдън, Αлепо и Солун в края на XIX и началото на XX век.

## Биография
Хасан Фехми паша е роден в грузинско семейство през 1836 година в град Батуми, тогава в Османската империя, днес в Грузия. През 1858 година пристига в Цариград, където получава високо образование и се занимава с журналистика.
След приемането на Османската конституция Хасан Фехми паша е избран за депутат и председател на парламента на Османската империя през 1877-1878 година.
От януари до юли 1879 година е министър на хазната. От септември 1879 година до април 1884 година е министър на благоустройството. От април 1884 до септември 1885 година е министър на правосъдието.
През 1893 – 1895 година е валия на Айдънския вилает. В 1895 година е валия на Солунския вилает.
След 1895 година е валия на Алепския вилает. От май 1902 до септември 1904 година е отново валия в Солун. По време на Солунските атентати през април 1903 година български анархисти планират да убият Хасан Фехми паша. Самият той обикаля града и успокоява гражданите му, като предотвратява изстъпленията над мирното християнско население. Въпреки това след Илинденско-Преображенското въстание категорично отхвърля молбите на председателя на българската община йеромонах Неофит за отваряне на затворените български училища.
След това извършва дипломатическа дейност в Лондон, Рим и други градове, пише трудове по международно право. През периодите от октомври 1907 до август 1908 година и от ноември 1908 до април 1909 година е начело на Държавния съвет. В 1908 година е избран за депутат.
Хасан Фехми паша умира в Цариград през 1910 година и е погребан е в джамия в квартал Аксарай.